# Marc Michils
Marc baron Michils (1953) is een Belgisch ondernemer en auteur. 
Biografie Michils is licentiaat economie en studeerde aan de Vlerick Business School tot 1982 en startte daarna bij het internationaal communicatiebureau BBDO.  Later in 1991 startte hij een eigen reclamebureau, Quattro, dat in 2003 overgenomen werd door Saatchi & Saatchi. Van 2003 tot 2012 leidde hij de Belgische poot van Saatchi & Saatchi België als CEO. In die periode was Michils ook lid van de board Saatchi & Saatchi Europe en interim CEO in de Saatchi bureaus van Moskou en Tokio. Michils was van 1996 tot 2001 voorzitter van Stichting Marketing (nu B.A.M.).
In 2012 nam hij ontslag om een nieuwe uitdaging te vinden. Hij startte op 1 januari 2013 als algemeen directeur van de Kom op tegen Kanker. Zomer 2023 werd hij voorzitter van Kom op tegen Kanker, David Vansteenbrugge volgde hem op als Algemeen Directeur. In die 10 jaar is Kom op uitgegroeid tot een van de meest beminde en succesvolle NGO's van Vlaanderen.
Michils is tevens auteur van het boek "Open boek, over eerlijke reclame in een transparante wereld" (Lannoo, 2011). Hij zetelt als bestuurder ook in deVlaams-Brusselse Media (Bruzz, voorzitter), Unia, Tajo, Emino, toneelgezelschap De Hoe en Familiehulp. Marc Michils werd in 2018 door alle economisten van UGent uitgeroepen tot 'Economist van het Jaar'. Hij is lid van UGent Connect en in juni 2023 werd hij benoemd tot VUB Fellow. Hij is ook ridder in de Westvlaamse Confrerie Eversam. 
In 2022 bracht hij het boek ‘Kom op! Voor solidariteit. Tegen vijandigheid.’ uit, een ode aan solidariteit en een pleidooi voor meer samenleving en minder verzuring en onverdraagzaamheid.
Marc Michils is voorzitter van de raad van bestuur van de Vlaams-Brusselse Media (deze omvatten onder andere TV Brussel, FM Brussel en Brussel Deze Week). Toen het bestuur van de Vlaams-Brusselse Media besloot radiostation FM Brussel uit de ether te schrappen, zorgde dat voor heel wat commotie. Het personeel van de Vlaams-Brusselse Media eiste hierop het ontslag van CEO Michel Tubbax. Inmiddels is een nieuw multimedia model uitgewerkt: alle media (inclusief radio) van de Vlaams-Brusselse Media werden omgevormd tot één multimediale stadszender Bruzz, die voorjaar 2016 gelanceerd werd.
Op 11 juli 2023 kreeg Michils het Ereteken van de Vlaamse Gemeenschap. Op 21 juli 2024 verleende de Koning hem de titel van baron.